# Liste der Baudenkmäler in Illesheim
Auf dieser Seite sind die Baudenkmäler in der mittelfränkischen Gemeinde Illesheim zusammengestellt. Diese Tabelle ist eine Teilliste der Liste der Baudenkmäler in Bayern. Grundlage ist die Bayerische Denkmalliste, die auf Basis des Bayerischen Denkmalschutzgesetzes vom 1. Oktober 1973 erstmals erstellt wurde und seither durch das Bayerische Landesamt für Denkmalpflege geführt wird. Die folgenden Angaben ersetzen nicht die rechtsverbindliche Auskunft der Denkmalschutzbehörde.

## Baudenkmäler nach Gemeindeteilen

### Illesheim
| Lage                                     | Objekt                                                   | Beschreibung                                                                   | Akten-Nr.             | Bild           |
| ---------------------------------------- | -------------------------------------------------------- | ------------------------------------------------------------------------------ | --------------------- | -------------- |
| Kirchstraße 8, Schloßstraße 4 (Standort) | Evangelisch-lutherische Pfarrkirche St. Maria und Wendel | Saalraum mit Ostturm, 1769 von Johann Michael Krauß; mit Ausstattung           | D-5-75-133-2 Wikidata | weitere Bilder |
| Kirchstraße 8, Schloßstraße 4 (Standort) | Kirchhofmauer                                            |                                                                                | D-5-75-133-2 Wikidata | weitere Bilder |
| Schloßstraße 8 (Standort)                | Ehemaliges Berlichingsches Schloss                       | Triklinische Anlage, 18. Jahrhundert, im 19. Jahrhundert teilweise umgestaltet | D-5-75-133-1 Wikidata | weitere Bilder |
| Schloßstraße 8 (Standort)                | Scheune                                                  | Stattlicher Fachwerkbau, Nordgiebel abgewalmt, 18. Jahrhundert                 | D-5-75-133-1 Wikidata | weitere Bilder |

### Gackenmühle
| Lage             | Objekt                | Beschreibung | Akten-Nr.              | Bild |
| ---------------- | --------------------- | --- | ---------------------- | ---- |
| Aisch (Standort) | Brücke über die Aisch | Einbogige Sandsteinbrücke mit Flügelmauern an der Westseite, sehr niedrige Brüstungsmauern, 18./19. Jahrhundert | D-5-75-133-16 Wikidata | BW   |

### Sontheim
| Lage                                       | Objekt       | Beschreibung                                                                                    | Akten-Nr.              | Bild           |
| ------------------------------------------ | ------------ | ----------------------------------------------------------------------------------------------- | ---------------------- | -------------- |
| Birkenbuck Eben- und Leitenholz (Standort) | Fingalshöhle | Aufgelassener Steinbruch mit Inschriften empfindsamen Inhalts, Ende 18./ Anfang 19. Jahrhundert | D-5-75-133-13 Wikidata | weitere Bilder |

### Urfersheim
| Lage                     | Objekt                                               | Beschreibung                                                 | Akten-Nr.             | Bild           |
| ------------------------ | ---------------------------------------------------- | ------------------------------------------------------------ | --------------------- | -------------- |
| Urfersheim 27 (Standort) | Evangelisch-lutherische Pfarrkirche St. Bartholomäus | Im Kern 12./13. Jahrhundert, 1710 ausgebaut; mit Ausstattung | D-5-75-133-5 Wikidata | weitere Bilder |
| Urfersheim 27 (Standort) | Kirchhofmauer                                        |                                                              | D-5-75-133-5 Wikidata | weitere Bilder |

### Westheim
| Lage                                                                           | Objekt                                          | Beschreibung                                                                                | Akten-Nr.              | Bild           |
| ------------------------------------------------------------------------------ | ----------------------------------------------- | ------------------------------------------------------------------------------------------- | ---------------------- | -------------- |
| Westheim 23 (Standort)                                                         | Pfarrhaus                                       | Walmdachbau, um 1800                                                                        | D-5-75-133-8 Wikidata  | weitere Bilder |
| Westheim 25 (Standort)                                                         | Fachwerkwohnstallhaus                           | Eingeschossig, bezeichnet „1781“                                                            | D-5-75-133-9 Wikidata  | weitere Bilder |
| Westheim 25 (Standort)                                                         | Altsitz                                         | Fachwerkhaus, eingeschossig, mit Mansarddach, um 1800                                       | D-5-75-133-9 Wikidata  | weitere Bilder |
| Westheim 29 (Standort)                                                         | Wohnstallhaus                                   | Frackdachbau, im Kern Fachwerk, Mitte 19. Jahrhundert                                       | D-5-75-133-17 Wikidata | BW             |
| Westheim 41 (Standort)                                                         | Evangelisch-lutherische Pfarrkirche St. Gumbert | Im Kern 13. Jahrhundert, Chor 1447–48, Ausbau von Langhaus und Turm 1733; mit Ausstattung   | D-5-75-133-7 Wikidata  | weitere Bilder |
| Westheim 41 (Standort)                                                         | Kirchhofmauer                                   |                                                                                             | D-5-75-133-7 Wikidata  | weitere Bilder |
| Westheim 69 (Standort)                                                         | Ehemaliges Gasthaus                             | Walmdachhaus mit Fachwerkobergeschoss, 18. Jahrhundert                                      | D-5-75-133-11 Wikidata | weitere Bilder |
| Westheim 69 (Standort)                                                         | Nebengebäude                                    | Schmal                                                                                      | D-5-75-133-11 Wikidata | weitere Bilder |
| Westheim 69 (Standort)                                                         | Fachwerkscheune                                 | Halbwalmdach                                                                                | D-5-75-133-11 Wikidata | weitere Bilder |
| Westheim 71 (Standort)                                                         | Wohnstallhaus                                   | Eingeschossig, mit Mansarddach, um 1800                                                     | D-5-75-133-12 Wikidata | BW             |
| Westheim 72 (Standort)                                                         | Walmdachhaus                                    | Zweigeschossig, Ecklisenen, zum Teil Fachwerk, erste Hälfte 19. Jahrhundert                 | D-5-75-133-19 Wikidata | weitere Bilder |
| in Westheim (Standort)                                                         | Kriegerdenkmal                                  | Mit Einfriedung, Pfeiler mit urnenartigem Aufsatz, um 1920/25                               | D-5-75-133-20 Wikidata | weitere Bilder |
| Gemeindewald, im Wald ca. 2,5 km südlich des Ortes, an Wegegabelung (Standort) | Bildstock Spinnerin am Kreuz                    | Steinpfeiler mit nierenförmigem Aufsatz, bezeichnet mit "1616"; daneben zwei weitere Steine | D-5-75-133-14 Wikidata | BW             |
| Gemeindewald, im Wald ca. 2,5 km südlich des Ortes, an Wegegabelung (Standort) | Zwei Grenzsteine                                | Bezeichnet mit „1753“; nicht nachqualifiziert, im Bayerischen Denkmal-Atlas nicht kartiert  | D-5-75-133-15 Wikidata | BW             |

## Ehemalige Baudenkmäler
In diesem Abschnitt sind Objekte aufgeführt, die früher einmal in der Denkmalliste eingetragen waren, jetzt aber nicht mehr. Objekte, die in anderem Zusammenhang also z. B. als Teil eines Baudenkmals weiter eingetragen sind, sollen hier nicht aufgeführt werden. Aktennummern in diesem Abschnitt sind ehemalige, jetzt nicht mehr gültige Aktennummern.

| Lage                                | Objekt   | Beschreibung                           | Akten-Nr.             | Bild           |
| ----------------------------------- | -------- | -------------------------------------- | --------------------- | -------------- |
| Urfersheim Urfersheim 27 (Standort) | Friedhof | Grabmäler des 18. und 19. Jahrhunderts | D-5-75-134-2 Wikidata | weitere Bilder |
| Urfersheim Urfersheim 32 (Standort) | Altsitz  | Fachwerkkleinhaus, bezeichnet „1774“   | D-5-75-133-6 Wikidata | weitere Bilder |